# Mifflinburg
Mifflinburg ist ein Borough  im Union County des US-Bundesstaates Pennsylvania. Das U.S. Census Bureau hat bei der Volkszählung 2020 eine Einwohnerzahl von 3.485 ermittelt.
Der Ort wurde 1792 gegründet. Er liegt in einem ländlichen Gebiet, das bekannt für die Farmen der Amischen und Mennoniten ist. Diese sind Nachfahren deutscher Auswanderer, von denen es in und um Mifflinburg viele gibt. Sie leben sehr traditionell und streng religiös. Viele verzichten auf Strom und fließendes Wasser und fahren auch heute noch mit Buggys, einem bestimmten Pferdefuhrwerk, statt mit Autos.
Mifflinburg beheimatet u. a. mehrere Kirchengemeinden, hat ein Schwimmbad, eine Kegelbahn (Bowling Alley), drei Schulen (Elementary School, Middle School und High School), diverse Geschäfte und Restaurants und auch die Filialen der bekanntesten Fastfoodketten. Vier Bauwerke und Stätten im Ort sind im National Register of Historic Places (NRHP) eingetragen (Stand 2. Juli 2020): die Hassenplug Bridge, der William A. Heiss House and Buggy Shop, der Mifflinburg Historic District und die George Christian and Anna Catherine Spangler Farm.
In der Weihnachtszeit gibt es den Christkindl Market mit vor allem deutschen Spezialitäten, was zeigt, dass der Ort geschichtlich einen deutschen Hintergrund hat, durch die deutschen Auswanderer, die den Ort gründeten. Außerdem findet am ersten Wochenende im Oktober immer das Mifflinburg Octoberfest statt.

## Mifflinburg Buggy Museum
Das Mifflinburg Buggy Museum zeigt Ausstellungsstücke aus der Zeit (circa 1880 – 1915) als großer Hersteller für  Kutschen und Schlitten bekannt war und sich den Beinamen Buggytown, USA gab.

## Persönlichkeiten
- Isaac M. Jordan (1835–1890), Jurist und Politiker